# Evangeline Lilly
Nicole Evangeline Lilly (født 3. august 1979 i Alberta, Canada) er en canadisk skuespillerinde, bedst kendt som Katherine "Kate" Austen i den amerikanske tv-serie Lost.
Hendes karriere startede da hun blev opdaget af den kendte Ford modeling agency, som ville have hende som model. Hun tog jobbet, så hun kunne betale sit studium i Vancouver. Senere fik hun tilbudt små skuespilroller, f.eks. i Kingdom Hospital, den amerikanske genindspilning af Lars von Triers Riget. Evangelines gennembrud fik hun med rollen Kate Austen i Lost, hvor hun i første sæson fik $80.000 per afsnit. Evangeline dannede tidligere kærestepar med Dominic Monaghan der spillede Charlie Pace i Lost. Hendes kendte kaldenavne er "Evi" og "Monkey". Tilnavnet Monkey fik hun, da hun under opholdet med Lost-holdet viste, at hun havde nemt ved at klatre i træer.

## Filmografi

### Film
| År   | Film                             | Rolle                           | Bemærkninger |
| ---- | -------------------------------- | ------------------------------- | ------------ |
| 2003 | Stealing Sinatra                 | Model i en reklame              |              |
| 2003 | Freddy vs. Jason                 | Skolepige ved siden af sit skab | Uncredited   |
| 2005 | The Long Weekend                 | Simone                          |              |
| 2008 | The Hurt Locker                  | Connie James                    |              |
| 2008 | Afterwards                       | Claire                          |              |
| 2013 | Hobbitten: Dragen Smaugs Ødemark | Tauriel                         |              |
| 2014 | Hobbitten: Femhæreslaget         | Tauriel                         |              |
| 2011 | Real Steel                       | Bailey Tallet                   |              |

### Fjernsyn
| År        | Serie            | Rolle           | Bemærkninger                          |
| --------- | ---------------- | --------------- | ------------------------------------- |
| 2002      | Judgement Day    | Dommedagspige   | Unknown episodes                      |
| 2002      | Smallville       | Wades kæreste   | Uncredited, afsnit 13: "Kinetic"      |
| 2003      | Tru Calling      | Gæst til fest   | Uncredited, afsnit 7: "Morning After" |
| 2004      | Kingdom Hospital | Bentons kæreste | Uncredited, afsnit 8: "Heartless"     |
| 2004-2010 | Lost             | Kate Austen     | Screen Actors Guild Awards            |